# Metro Ahmedabad
Die Metro Ahmedabad ist ein U-Bahn-System für die Städte Ahmedabad und Gandhinagar im indischen Bundesstaat Gujarat.

## Geschichte

### Zusammenfassung
Die Gujarat Metro Rail Corporation Limited wurde im Februar 2010 mit dem Zweck, die U-Bahn zu bauen, gegründet.
Die 40,03 km lange erste Phase des Projekts wurde im Oktober 2013 mit zwei Linien, Nord-Süd und Ost-West, genehmigt. Der Bau begann am 14. März 2015.
Der erste 6,5 km lange Abschnitt der Ost-West-Linie wurde am 4. März 2019 eingeweiht, am 6. März 2019 wurde der öffentliche Betrieb aufgenommen. Der Rest der Phase 1 wurde am 30. September 2022 eingeweiht und am 2. und 6. Oktober 2022 mit Ausnahme des Streckenastes nach Thaltej Gam mit drei Stationen für die Öffentlichkeit in Betrieb genommen.
Im Januar 2021 wurde mit dem Bau der 28,26 km langen Phase 2 begonnen, die Ahmedabad mit Gandhinagar verbindet. Die Eröffnung des Abzweiges nach GIFT City ist für Anfang 2024 geplant.

### Planungsphase
Im Jahr 2003 führte das Gujarat Infrastructure Development Board eine Studie über den Stadtbahnverkehr zwischen Gandhinagar und Ahmedabad durch. Außerdem erstellte das Unternehmen einen detaillierten Projektbericht über die Delhi Metro Rail Corporation und RITES, reichte ihn im Juni 2005 ein und erhielt im selben Jahr die Genehmigung der Zentralregierung. Aufgrund der geschätzten Kosten von ₹ 4.295 crore (540 Millionen US-Dollar) und der Prüfung der Machbarkeit des Projekts wurde es 2005 aufgegeben, um dem Bus Rapid Transit und der S-Bahn Vorrang einzuräumen. Im Jahr 2008 wurde das Projekt angesichts der zukünftigen Entwicklungen in und um Ahmedabad und Gandhinagar wiederbelebt und neue Korridore entworfen, um das Projekt rentabel zu machen.
Das Spezialfahrzeugunternehmen Metro Link Express for Gandhinagar and Ahmedabad Company Ltd, das 2018 in Gujarat Metro Rail Corporation Ltd. (GMRC) umbenannt wurde, wurde am 4. Februar 2010 von der Regierung von Gujarat mit 202 Crore ₹ (25 Millionen US-Dollar) gegründet. Später im Jahr 2014 wurde beschlossen, dass die Zentralregierung 50 % des Unternehmens besitzen wird.

### Phase 1
Am 19. Oktober 2014 genehmigte das indische Unionskabinett ₹ 10.773 crore (1,3 Milliarden US-Dollar) für die Phase 1. Die Zentralregierung genehmigte im November 2014 die Nutzung ungenutzter Flächen der Western Railways entlang der Meterspurstrecke Botad-Sabarmati. Der ursprüngliche Plan der Metro entlang der Ashram Road wurde angepasst und die Strecke nach Westen verlegt. Der neue Plan fügte die Kosten von ₹ 600 crore (75 Millionen US-Dollar) und zwei weitere Stationen hinzu. Der neue Plan trug dazu bei, dass er weniger Probleme beim Landerwerb und weniger Staus auf der Ashram Road verursachte. Im Budget 2015 von Gujarat: ₹ 611 crore (77 Millionen US-Dollar) wurden außerdem für die U-Bahn bereitgestellt. Am 14. März 2015 fand in Anwesenheit der damaligen Ministerpräsidentin von Gujarat, Anandiben Patel, der Spatenstich für den Bau des 6,5 km langen Ost-West-Korridors zwischen Vastral und Apparel Park statt. Der Spatenstich für den Nord-Süd-Korridor fand am 17. Januar 2016 im Beisein des damaligen Gujarat-CM Anandiben Patel statt. Die Bauarbeiten begannen im März 2016. Die Indian Railways genehmigten im Juni 2016 den Bau eines Nord-Süd-Korridorabschnitts auf ihrem Land. Die Japan International Cooperation Agency (JICA) erklärte sich bereit, ₹ 5.968 crore (750 Millionen US-Dollar) für Phase 1 des Projekts im November 2015 und den ersten Graben im Wert von ₹ 4.456 crore (560 Millionen US-Dollar) freizugeben, was 2016 geschah.
Die Probeläufe wurden im Februar 2019 auf dem 6,5 km langen Abschnitt Vastral – Apparel Park der Phase 1 durchgeführt. Der Abschnitt wurde am 4. März 2019 vom indischen Premierminister Narendra Modi eingeweiht. Es wurde am 6. März 2019 für die Öffentlichkeit geöffnet. Der 1,4 km lange Abschnitt Thaltej-Thaltej Gam und drei U-Bahn-Stationen (Kankaria East, Thaltej Gam und Sabarmati) werden voraussichtlich bis Dezember 2023 fertiggestellt.
Der Rest der Phase 1 wurde am 30. September 2022 von Premierminister Modi eingeweiht. Der Ost-West-Korridor und der Nord-Süd-Korridor wurden am 2. bzw. 6. Oktober 2022 für die Öffentlichkeit zugänglich gemacht. Die Kosten für den Bau der ersten Phase betrugen ₹ 12.900 crore (1,6 Milliarden US-Dollar).

### Phase 2
Die Regierung von Gujarat genehmigte die Phase 2 im Oktober 2017 und überarbeitete sie im Oktober 2018. Im Februar 2019 genehmigte das Unionskabinett die Kosten für die Phase 2 in Höhe von 5.384,17 Crore (670 Millionen US-Dollar). Sie wird den Nord-Süd-Korridor von Motera in Ahmedabad nach Mahatma Mandir in Gandhinagar (23,838 km (14,812 Meilen)) erweitern, wobei eine Zweigstrecke von der Gujarat National Law University (GNLU) die Pandit Deendayal Energy University (PDEU) und GIFT City (5,416 km) verbindet km (3,365 Meilen). Die Phase 2 wird einen insgesamt 28,26 km langen erhöhten Korridor mit 22 Stationen haben.
Die Ausschreibung für Phase 2 begann im Januar 2020. Am 18. Januar 2021 legte Premierminister Modi den Grundstein für Phase 2. Die Nebenstrecke nach GIFT City wird voraussichtlich Anfang 2024 eröffnet.

## Linien
Es gibt aktuell zwei Linien.
- Linie 1 – Blaue Linie, Ost-West-Linie: Vastral Gam – Thaltej, 19,4 km, 16 Stationen
- Linie 2 – Rote Linie, Nord-Süd-Linie: Motera – APMC, 18,5 km, 13 Stationen

Eine dritte (grüne) Linie befindet sich im Bau. Sie soll von der 2. Linie nach Osten abzweigen und zwei Stationen auf einer Strecke von 5,4 km haben. Dazu werden die bestehenden Linien erweitert: Die Linie 1 wird um eine Station und 1,4 km verlängert werden. Die Linie 2 wird um 13 Stationen und 22 km erweitert.